# Fux Sámuel
Fux Sámuel, Fuchs (Gölnicbánya, 1809. július 1. – Gölnicbánya, 1887. augusztus 3.) evangélikus tanító.

## Élete
Apja lakatosmester volt. Eperjesen végezte az evangélikus teológiát, ezt követően pedig évekig élt Belgrádban, ahol az Obrenovics fejedelmi családnál volt nevelő. Ezután gölnicbányán az evangélikus leányiskola tanítója volt. Több humoros írása van, melyek gründler tájszólásban készültek, ezek egy kivételével kéziratban megmaradtak.

## Műve
- Zündruthe zur Sprengung des Branntweinfasses, oder die beiden Nachbarn, ein Branntweintrinker und ein Mässigkeitsfreund; ein Gespräch in Gölnitzer Mundart. Kaschau, 1846.